# هوکان مالمروت
هوکان مالمروت (سوئدی: Håkan Malmrot؛ ۲۹ نوامبر ۱۹۰۰ – ۱۰ ژانویه ۱۹۸۷) یک شناگر اهل سوئد بود.
وی در مسابقات بازی‌های المپیک تابستانی ۱۹۲۰ در مجموع برندهٔ ۲ مدال طلا شده‌است.